# Y-Love
Yitz Jordan/Y-Love (Baltimore, 5 de enero de 1978) es un rapero estadounidense.

## Biografía
Su madre es puertorriqueña y su padre etíope cristiano.
En 2001 se instaló en Brooklyn y comenzó a actuar como "Y-Love".
Interesado en el judaísmo desde los 7 años, se convirtió a los 14, un año después hizo su yeshivá a Jerusalén, y hasta 2012 se consideraba judío ortodoxo, ese mismo año también declaró ser gay.

## Álbumes
- Count It (Sefira), 20008
- This Is Babylon, 2008